# Safran, Yalova
Safran là một xã thuộc huyện Yalova, tỉnh Yalova, Thổ Nhĩ Kỳ. Dân số thời điểm năm 2010 là 1.431 người.